# Roseli Farias Melo de Barros
Roseli Farias Melo de Barros (1963) es una botánica, curadora, y profesora brasileña, que desarrolla, desde 2002, actividades académicas y científicas como profesora Asociada, en el Departamento de Biología, Universidad Federal de Piauí.

## Biografía
En 1987, obtuvo la licenciatura en Ciencias Biológicas por la Universidad Federal de Pernambuco, y tanto en 1992 con la maestría en botánica (etnobotánica) defendiendo la tesis Efeito da Radiação Solar sobre o Crescimento e a Produção de Cumarinas em Justicia pectoralis var. stenophylla Leonard, como en 2002 el doctorado en Ciencias Biológicas (botánica) los hizo por la Universidad Federal Rural de Pernambuco.
Actualmente es profesora asociada, del Departamento de Biología, y profesora de la maestría y doctorado en Desarrollo y Ambiente (PRODEMA), y curadora del Herbario Graziela Barroso (TEPB) de la Universidad Federal de Piauí, tiene experiencia en el área de Botánica (Asteraceae Taxonomía y Etnobiología).

## Algunas publicaciones
- CHAVES, E. M. F.; CHAVES, E. B. F.; SERVIO JUNIOR, E. M.; BARROS, R. F. M. 2014. Conhecimento tradicional: a cultura das cercas de madeira no Piauí, Nordeste do Brasil. Etnobiología 12: 31-43

- CUNHA, J. A. S.; BARROS, R. F. M.; MEHL, H. U.; SILVA, P.R.R. 2014. Atributos agroecológicos de solo e caracterização de predadores generalistas no cultivo de melancia nos tabuleiros litorâneos do Piauí, Brasil. Revista Brasileira de Agroecologia 9: 269-281

- CUNHA, J. A. S.; BARROS, R. F. M.; MEHL, H. U.; SILVA, P. R. R. 2014. O Papelm do produtor e sua percepção de natureza como fator preponderante para o desenvolvimento sustentável. REMEA- Revista Eletrônica do Mestrado em Educação Ambiental 1: 133-144

- CHAVES, E. M. F.; CHAVES, E. B. F.; COELHO-DE-SOUZA, G.; FIGUEIREDO, L. S.; KUBO, R.; BARROS, R. F. M. 2014. Um olhar sobre Ximenia americana L. e suas potencialidades. Acta Tecnológica 9: 70-77

- CHAVES, E. M. F.; ALBUQUERQUE, U. P.; BARROS, R. F. M. 2014. PRÁTICAS NUTRICIONAIS POPULARES COM USO DE Pilosocereus gounellei (F.A.C.Weber ex K.Schum.) Byles & G.D.Rowley NO PIAUÍ, NORDESTE DO BRASIL. Revista Magistra 26: 2108-2112

- SILVA, M.P.; BARBOSA, F.S.Q.; BARROS, R. F. M. 2014. ESTUDO TAXONÔMICO E ETNOBOTÂNICO SOBRE A FAMÍLIA ASTERACEAE (DUMORTIER) EM UMA COMUNIDADE RURAL NO NORDESTE DO BRASIL. Gaia Scientia (UFPB) 8: 110-123

- GONDIM, L.C.; BARROS, R. F. M. 2012. Plantas medicinais cultivadas em quintais de comunidades rurais no domínio do cerrado piauiense (município de Demerval Lobão, Piauí, Brasil). Revista Brasileira de Plantas Medicinais (impreso) 14: 419-434

- CHAVES, E. F.; BARROS, R. F. M. 2012. Diversidade e uso de recursos medicinais do carrasco na APA da Serra da Ibiapaba, Piauí, Nordeste do Brasil. Revista Brasileira de Plantas Medicinais (impreso) 14: 476-486

- FREITAS, S. T.; PAMPLIN, P. A. Z.; LEGAT, J.; FOGACA, F. H. S.; BARROS, R. F. M. 2012. Conhecimento tradicional das marisqueiras de Barra Grande, Área de Proteção Ambiental do Delta do rio Parnaíba, Piauí, Brasil. Ambiente e Sociedade (Campinas) XV: 91-112

- SOUSA, R. DA SILVA; HANAZAKI, N.; LOPES, J. B.; BARROS, R. F. M. 2012. Are Gender and Age Important in Understanding the Distribution of Local Botanical Knowledge in Fishing Communities of the Parnaíba Delta Environmental Protection Area? Ethnobotany Research and Applications 10: 151-159

- OLIVEIRA, F. C. S.; BARROS, R. F. M.; MOITA NETO, J. M. 2010. Plantas medicinais utilizadas em comunidades rurais de Oeiras, semiárido piauiense. Revista Brasileira de Plantas Medicinais (impreso) 12: 282-301

- SOUSA, R. DA SILVA; AMORIM, A.N.; BARROS, R. F. M. 2010. A flora e fauna úteis de pescadores artesanais. Sapiência (FAPEPI impreso) 25: 9-19

- VIEIRA, F. J.; BARROS, R. F. M. 2010. Comunidade quilombola e o uso dos recursos vegetais no Piauí. Sapiência (FAPEPI impreso) 25: 19-21

- SILVA, A. J.; ARAUJO, J. L. L.; BARROS, R. F. M. 2010. Agroextrativismo em área de babaçual piauiense: o duro caminho para o desenvolvimento local sustentável. Anais da ANPPAS 1: 1-19

- CHAVES, E. M. F.; BARROS, R. F. M. 2008. Resources use of the flora of the brushwood vegetation in Cocal Country, Piauí, Brasil. Functional Ecosystems & Communities 2: 51-58

- VIEIRA, F. J.; SANTOS, L. G. P.; ARAUJO, J. L. L.; BARROS, R. F. M. 2008. Quilombola of Macacos Communities, São Miguel do Tapuio City, Piauí State: History, Use and Conservation of Plant Resource. Functional Ecosystems & Communities 2: 81-87

- SANTOS, L. G. P.; BARROS, R. F. M.; ARAUJO, J. L. L.; VIEIRA, F. J. 2008. Diversity of useful plant resources in the city of Monsenhor Gil, Piauí State, Brazil. Functional Ecosystems & Communities 2: 72-80

- CHAVES, E. M. F.; BARROS, R. F. M.; ARAUJO, F. S. 2007. Flora Apícola do Carrasco no Município de Cocal, Piauí, Brasil. Revista Brasileira de Biociências, Porto Alegre, 5 (1): 555-557

- FRANCO, E. Á. P.; BARROS, R. F. M. 2006. Uso e Diversidade de Plantas Medicinais no Quilombo Olho D'Água dos Pires, Esperantina, Piauí. Revista Brasileira de Plantas Medicinais 8: 78-88

- BARROS, R. F. M. 2006. Plantas medicinais: do resgate ao conhecimento. Sapiência (FAPEPI impreso) 10: 10-13

- BARROS, R. F. M.; ESTEVES, R. L. 2004. Nova Espécie de Stilpnopappus Mart. ex DC. (Asteraceae - Vernonieae) para o Piauí, Brasil. Boletim do Museu Nacional. Nova Série Botânica, Rio de Janeiro 125: 1-6

### Libros
- ROCHA, J. R. S.; BARROS, R. F. M.; José Luís Lopes Araújo (orgs.) 2012. Sociobiodiversidade no meio norte brasileiro. Teresina EDUFPI vv. 7. 312 pp.

- ROCHA, J. R. S.; BARROS, R. F. M.; José Luís Lopes Araújo (orgs.) 2012. Ambiente, sociedade e desenvolvimento do trópico ecotonal do Nordeste. Teresina EDUFPI, vv. 6. 448 pp.

- CASTRO, A. A. J. F.; GOMES, J.M.A.; BARROS, R. F. M. (orgs.) 2009. Biodiversidade e desenvolvimento do trópico ecotonal do Nordeste. Teresina EDUFPI, vv. 4. 234 pp.

- LOPES, W.G.R.; LOPES, A. C. A.; GOMES, J.M.A.; MOITA NETO, J. M.; LEITE, L. F. C.; TEIXEIRA, P. W. G. N.; BARROS, R. F. M. (orgs.) 2008. Cerrado piauiense: uma visão multidisciplinar ISBN 978-85-7463-207-0 Teresina EDUFPI, vv. 2. 420 pp.

- MONTEIRO, M. S. L.; MOITA NETO, J. M.; BARROS, R. F. M.; LEITE, L. F. C.; TEIXEIRA, P. W. G. N.; CAVALCANTI, C. (orgs.) 2006. Teresina: Uma Visão Ambiental ISBN 85-7463-153-1 Teresina Editora Gráfica da UFPI, vv. 1. 320 pp.

## Honores

### Revisora de periódicos
- 2008 - actual. Periódico: Rodriguesia
- 2008 - actual. Periódico: Acta Botanica Brasilica

### Premios
- 2007: 3.er Lugar II Encuentro de PosGraduación UFPI, UFPI
- 2006: mención honrosa XV Encuentro de Iniciación Científica, UFPI
- 2005: mención honrosa XIV Encuentro de Iniciación Científica, UFPI

### Membresías
- 2000-2005:
- Sociedad Botánica de Brasil[5]